# Foz Cataratas FC
Der Foz Cataratas Futebol Clube ist ein brasilianischer Frauenfußballverein aus Foz do Iguaçu im Bundesstaat Paraná.

## Geschichte
Der Verein ist auf Initiative des mittlerweile verstorbenen ehemaligen Fußballkommentators Luciano do Valle und dem Sportprofessor Alekssandro Hamann Fogagnoli gegründet wurden. Das erste Tor der Clubgeschichte wurde von Beatriz Vaz e Silva erzielt. Der Club hat sich aus dem Stand unter die Spitzenteams des Frauenfußballs in Brasilien etabliert. Bereits in seinem ersten Jahr hat er das Finale des nationalen Pokalwettbewerbs erreicht, den er im zweiten Jahr 2011 schließlich auch gewinnen konnte. Damit hatte er sich für den Wettbewerb der Copa Libertadores des Jahres 2012 qualifiziert, wo er auf Anhieb bis in das Finale vorgedrungen ist. Dieses aber hat er überraschend mit 2:4 im Elfmeterschießen gegen die Chileninnen vom CSD Colo-Colo verloren, womit die Saison 2012 der Copa Libertadores Feminina die erste war, die nicht von einem brasilianischen Team gewonnen werden konnte.
Im Spätjahr 2018 ging Foz Cataratas eine Vereinskooperation mit Athletico Paranaense ein, die aber nach nur einem Jahr im Dezember 2019 wieder beendet wurde. Im selben Jahr stieg der Club aus der Erstklassigkeit ab. Seit dem Ausbruch der COVID-19-Pandemie 2020 nahm der Verein an keinem weiteren Wettbewerb mehr teil.

## Erfolge
| Brasilianischer Pokal          | (1×): | 2011                                           |
| Staatsmeisterschaft von Paraná | (8×): | 2010, 2011, 2012, 2013, 2014, 2017, 2018, 2019 |